# Missing Link
Missing Link là bộ phim hoạt hình tĩnh vật thuộc thể loại hài phiêu lưu được đạo diễn và biên kịch bởi Chris Butler. Phim được sản xuất bởi hãng Laika với sự tham gia lồng tiếng của Hugh Jackman, Zoe Saldana, David Walliams, Stephen Fry, Matt Lucas, Timothy Olyphant, Amrita Acharia, Ching Valdes-Aran, Emma Thompson và Zach Galifianakis. Lấy bối cảnh khu vực Tây Bắc Hoa Kỳ ven biển Thái Bình Dương, phim là hành trình theo chân ngài Link, một Bigfoot, với sự giúp đỡ của quý ngài Lionel Frost, một nhà thám hiểm người Anh, và Adelina Fortnight đi du hành đến vùng Himalaya để gặp người cháu Yeti của mình.
Vào tháng 4 năm 2018, có thông tin về việc "Film Five" đang bắt đầu phát triển một bộ phim hoạt hình tĩnh vật từ hãng Laika với Butler sẽ chỉ đạo và biên kịch cho phim cũng như dàn diễn viên lồng tiếng được công bố. Annapurna Pictures sẽ đảm nhận vai trò trở thành nhà phát hành của phim tại Hoa Kỳ. Tháng 5 cùng năm, những diễn viên lồng tiếng tham gia tiếp theo và tựa đề của phim cũng chính thức được tiết lộ. Tháng 6, 2018, Laika đã thông báo rằng Missing Link sẽ được ra mắt vào tháng 4 năm 2019. Theo báo cáo, qua trình sản xuất của phim được bắt đầu vào tháng 5 năm 2018 với hơn 110 bối cảnh cũng như 65 địa điểm độc đáo của phim đã được dựng lên bởi các nghệ sĩ của Laika. AGC International đã thành công có được quyền phân phối phim ở thị trường quốc tế. Carter Burwell sẽ tham gia với vai trò nhà soạn nhạc của phim. Với kinh phí 100 triệu Đô la Mỹ, Missing Link đã trở thành bộ phim đắt giá nhất từng được làm ra bởi Laika và đồng thời cũng là bộ phim hoạt hình tĩnh vật được sản xuất vởi kinh phí đắt đỏ nhất mọi thời đại.
Missing Link được công chiếu tại Thành phố New York vào ngày 7 tháng 4, 2019 và được phát hành tại Hoa Kỳ vào ngày 12 tháng 4, 2019 bởi Annapurna Pictures thông qua United Artists Releasing. Mising Link cũng là bộ phim đầu tiên của Laika không được phân phối bởi Focus Features. Mặc dù là bom xịt phòng vé, chỉ thu được 26.2 triệu Đô la Mỹ so với kinh phí là 102.3 triệu Đô la Mỹ, lỗ 101.3 triệu Đô la Mỹ nhưng phim đã thành công nhận được rất nhiều phản hồi tích cực ở khía cạnh phê bình như sự tán dương về mặt hoạt hình, những màn lồng tiếng đáng khen, sự hài hước. Ngoài ra, phim cũng đoạt Giải Quả cầu vàng cho phim hoạt hình hay nhất, và trở thành bộ phim hoạt hình không sử dụng kỹ thuật máy tính (non-computer animated) đầu tiên giành chiến thắng ở hạng mục này và là bộ phim hoạt hình không sử dụng công nghệ CGI (non-CGI animated) đầu tiên chiến thắng tại Giải Qua vầu vàng kể từ Waltz with Bashir (2008). Phim cũng thành công nhận được đề cử tại Giải Oscar lần thứ 92 cho hạng mục Giải Oscar cho phim hoạt hình xuất sắc nhất nhưng thất bại trước bộ phim Câu chuyện đồ chơi 4.

## Nội dung
Năm 1886, Quý ngài Linoel Frost, một nhà điều tra về các sinh vật huyền bí, ông đang gặp khó khăn trong việc tìm kiếm các sinh vật khác lạ để nghiên cứu và công bố sự hiện diện của chúng với thế giới để bản thân ông có thể được phép gia nhập vào "Society of Great Men - Hiệp hội Những người đàn ông Vĩ đại". Lionel đã du hành đến vùng Tây Bắc Hoa Kỳ ven biển Thái Bình Dương gặp gỡ Ngài Link, một người Bigfoot (hay còn gọi là Sasquatch) và được Link đề nghị cùng ông đi đến khám phá vùng Himalaya để gặp người cháu Yeti của mình.

## Lồng tiếng
- Zach Galifianakis lồng tiếng vai Ngài Susan Link
- Timothy Olyphant lồng tiếng vai Willard Stenk
- Hugh Jackman lồng tiếng vai Quý ngài Lionel Frost
- Zoe Saldana lồng tiếng vai Adelina Fortnight
- Stephen Fry lồng tiếng vai Chúa tể Piggot-Dunceby
- Emma Thompson lồng tiếng vai Người Yeti cổ đại
- Amrita Acharia lồng tiếng vai Ama Lahuma
- Matt Lucas lồng tiếng vai Ngài Collick
- David Walliams lồng tiếng vai Ngài Lemuel Lint
- Ching Valdes-Aran lồng tiếng vai Gamu
- Humphrey Ker lồng tiếng vai Người gác cổng, Tướng Pugh
- Adam Godley lồng tiếng vai Chúa tể Bilge
- Neil Dickson lồng tiếng vai Ngài Roylott
- Ian Ruskin lồng tiếng vai Chúa tể Scrivener
- Matthew Wolf lồng tiếng vai Chúa tể Ramsbottom
- Darren Richardson lồng tiếng vai Alfie
- Alan Shearman lồng tiếng vai Chúa te Entwhistle
- Jack Blessing lồng tiếng vai Nhạc trưởng McVitie
- Richard Miro lồng tiếng vai Ricardo

Những người cổ đại được lồng tiếng bởi Leila Birch, Jean Gilpin, Peter Lavin, Tom Muggeridge, Jimmy Hibbert, David Holt, Christopher Neame, Moira Quirk, Maebel Rayner, Alexander James Rodriguez, Julian Stone và Nick Toren.
Những người hiện đại được lồng tiếng bởi Kirk Baily, David Beron, William Calvert, David Cowgill, Kerry Gutierrez, Bridget Hoffman, Scott Menville, Erin Myles, Juan Pacheco, Paul Pape, André Sogliuzzo và Scott Whyte.
Những dân làng của dãy Himalaya được lồng tiếng bởi Phal Tong Lama, Yangchen Dolkar Gakyil và Tharlam Dolma Wolfe.

## Sản xuất
Ngày 25 tháng 4, 2018, có thông tin về việc Laika sẽ cùng "Film Five" phát triển một bộ phim hoạt hình mới do Chris Butler đạo diễn kiêm biên kịch với sự tham gia lồng tiếng của Hugh Jackman, Zoe Saldana và Zach Galifianakis. Phim được phân phối bởi Annapurna Pictures tại thị trường Hoa Kỳ. Vào ngày 7 tháng 5 năm 2018, phim được tiết lộ sẽ có tựa đề là Missing Link với sự gia nhập thêm các diễn viên khác bao gồm Stephen Fry, Emma Thompson, Timothy Olyphant, Matt Lucas, David Walliams, Ching Valdez-Aran và Amrita Acharia trong vai trò lồng tiếng các nhân vật trong phim.
Quá trình sản xuất chính thức được tiến hành vào tháng 5 năm 2018 với 110 bối cảnh cùng 65 địa điểm khác nhau được xây dựng cho phim bởi các nghệ sĩ của Laika.
Nhìn chung, ngân sách của phim rơi vào khoảng 100 triệu Đô la Mỹ.

## Âm nhạc
Ngày 9 tháng 9, 2018, Carter Burwell được xác nhận sẽ đảm nhận vị trí soạn nhạc cho phim. Nhạc phim được chính thức phát hành vào ngày 12 tháng 4, 2019 bởi Lakeshore Records, cùng ngày với ngày công chiếu của phim tại rạp.
Danh sách bài hát
Tất cả nhạc phẩm được soạn bởi Carter Burwell, ngoại trừ các phần đã ghi chú.
| STT              | Nhan đề                                                        | Thời lượng |
| ---------------- | -------------------------------------------------------------- | ---------- |
| 1.               | "Missing Link"                                                 | 1:24       |
| 2.               | "Lionel vs Nessie"                                             | 1:49       |
| 3.               | "A Letter"                                                     | 2:32       |
| 4.               | "Dark Days"                                                    | 0:55       |
| 5.               | "Westward Ho"                                                  | 2:15       |
| 6.               | "Forest Primeval"                                              | 1:29       |
| 7.               | "What Do I Call You?"                                          | 0:58       |
| 8.               | "Bar Brawl"                                                    | 2:42       |
| 9.               | "Breaking and Entering"                                        | 2:08       |
| 10.              | "More Than Acquaintances"                                      | 0:44       |
| 11.              | "Terrible Thieves"                                             | 0:23       |
| 12.              | "Stenk At the Station"                                         | 1:19       |
| 13.              | "Stagecoach"                                                   | 3:16       |
| 14.              | "Susan"                                                        | 2:34       |
| 15.              | "Thunderclouds"                                                | 0:33       |
| 16.              | "Stormy Waters"                                                | 2:58       |
| 17.              | "Passage To India"                                             | 0:56       |
| 18.              | "The Himalayas"                                                | 1:06       |
| 19.              | "Don't Mention the Chicken"                                    | 0:47       |
| 20.              | "Dinner With Gamu"                                             | 1:21       |
| 21.              | "Climbing"                                                     | 1:00       |
| 22.              | "Big Foot Prints"                                              | 1:28       |
| 23.              | "Shangri-La"                                                   | 1:27       |
| 24.              | "Myth Made Real"                                               | 2:10       |
| 25.              | "The Inescapable Pit"                                          | 0:59       |
| 26.              | "Prove It"                                                     | 1:26       |
| 27.              | "Escape Plan"                                                  | 0:56       |
| 28.              | "No One Will Remember Your Name"                               | 2:36       |
| 29.              | "Ice Fight"                                                    | 3:24       |
| 30.              | "My Own Adventure"                                             | 0:58       |
| 31.              | "The Fiji Mermaid"                                             | 1:10       |
| 32.              | "Do-Dilly-Do (A Friend Like You)" (performed by Walter Martin) | 3:13       |
| Tổng thời lượng: | Tổng thời lượng:                                               | 53:07      |

## Phát hành
Phim được công chiếu tại Mỹ vào ngày 12 tháng 4, 2019 bởi United Artists Releasing, Annapurna Pictures và công ty phân phối liên doanh của Metro-Goldwyn-Mayer, đây cũng là bộ phim đầu tiên của Laika không được phân phối bởi Focus Features.
Ở thị trường quốc tế, bản quyền phân phối phim được ủy quyền bởi AGC International, họ đã bán trước bộ phim cho các công ty phát hành khác như Lionsgate tại thị trường ở Anh Quốc, Metropolitan Filmexport tại thị trường ở Pháp, Elevation Pictures tại thị trường ở Canada, Roadshow Films tại thị trường ở Úc và New Zealand, Entertainment One tại thị trường ở Đức và Tây Ban Nha, Leone Film Group tại thị trường ở Ý, Appaluse Entertainment tại thị trường ở Đài Loan, GAGA tại thị trường ở Nhật Bản, ISU C&E tại thị trường ở Hàn Quốc, Selim Ramia tại thị trường ở khu vực Trung Đông, The Searchers tại thị trường ở Benelux, Mis. Label tại thị trường ở Scandinavia, Vertical Entertainment tại thị trường ở khu vực Đông Âu và Buena Vista International tại thị trường ở Mỹ Latinh, Nga, Malaysia và Singapore.

### Truyền thông tại gia
20th Century Fox Home Entertainment đã phát hành bản digital của phim tại Mỹ vào ngày 9 tháng 7, 2019 với định dạng Blu-ray và DVD vào ngày 23 tháng 7 cùng năm.

## Tiếp nhận

### Doanh thu phòng vé
Missing Link đã thu được 16,6 triệu Đô la Mỹ ở phòng vé Hoa Kỳ và Canada, 9,6 triệu Đô la Mỹ ở các phòng vé ở khu vực khác và tổng doanh thu toàn cầu là 26,2 triệu Đô la Mỹ. Theo Deadline Hollywood, khoản lỗ của bộ phim được tính sẽ lên tới số 101,3 triệu Đô la Mỹ sau khi cộng lại tất cả chi phí và doanh thu.
Tại thị trường Mỹ và Canada, phim được công chiếu cùng với Little, Hellboy và After, và dự kiến sẽ thu về 10 triệu Đô la Mỹ từ 3,314 rạp chiếu trong tuần đầu công chiếu. Tuy nhiên trong ngày đầu tiên, phim chỉ đạt được doanh thu vỏn vẹn 1,6 triệu Đô la Mỹ (230 ngàn Đô la Mỹ từ buổi công chiếu trước tối thứ Năm), bộ phim tiếp tục ra mắt với 5,9 triệu Đô la Mỹ và đứng hạng chín tại phòng vé, đánh dấu trở thành bộ phim có doanh thu mở màn tệ thứ 12 đối với một bộ phim được chiếu trên 3,000 rạp chiếu và có doanh thu công chiếu tệ nhất được chiếu trên 3,150 rạp chiếu, đồng thời cũng là doanh thu mở đầu thấp nhất trong các bộ phim của Laika. Ở tuần chiếu thứ hai, bộ phim giảm 27% với doanh thu là 4,4 triệu Đô la Mỹ và tiếp tục đứng ở vị trí thứ chín.

### Giải thưởng
| Giải thưởng                             | Ngày tổ chức     | Hạng mục                                                           | Người được đề cử                                                                                    | Kết quả   |
| --------------------------------------- | ---------------- | ------------------------------------------------------------------ | --------------------------------------------------------------------------------------------------- | --------- |
| Giải Oscar                              | 9 tháng 2, 2020  | Phim hoạt hình xuất sắc nhất                                       | Chris Butler, Arianne Sutner và Travis Knight                                                       | Đề cử     |
| Giải Annie                              | 25 tháng 1, 2020 | Phim hoạt hình xuất sắc nhất                                       | Arianne Sutner và Travis Knight                                                                     | Đề cử     |
| Giải Annie                              | 25 tháng 1, 2020 | Hiệu ứng hoạt hình trong sản xuất hoạt hình xuất sắc nhất          | Eric Wachtman, David Horsley, Peter Stuart, Timur Khodzhaev và Joe Strasser                         | Đề cử     |
| Giải Annie                              | 25 tháng 1, 2020 | Nhân vật hoạt hình trong phim ảnh xuất sắc nhất                    | Rachelle Lambden                                                                                    | Đề cử     |
| Giải Annie                              | 25 tháng 1, 2020 | Đạo diễn xuất sắc nhất                                             | Chris Butler                                                                                        | Đề cử     |
| Giải Annie                              | 25 tháng 1, 2020 | Thiết kế sản xuất trong sản xuất hoạt hình xuất sắc nhất           | Nelson Lowry, Santiago Montiel và Trevor Dalmer                                                     | Đề cử     |
| Giải Annie                              | 25 tháng 1, 2020 | Thiết kế kịch bản phân cảnh trong sản xuất hoạt hình xuất sắc nhất | Julián Nariño                                                                                       | Đề cử     |
| Giải Annie                              | 25 tháng 1, 2020 | Thiết kế kịch bản phân cảnh trong sản xuất hoạt hình xuất sắc nhất | Oliver Thomas                                                                                       | Đề cử     |
| Giải Annie                              | 25 tháng 1, 2020 | Biên tập trong sản xuất hoạt hình xuất sắc nhất                    | Stephen Perkins                                                                                     | Đề cử     |
| Giải Lựa chọn của Nhà phê bình Điện ảnh | 12 tháng 1, 2020 | Phim hoạt hình xuất sắc nhất                                       | Chris Butler, Arianne Sutner và Travis Knight                                                       | Đề cử     |
| Giải Quả cầu vàng                       | 5 tháng 1, 2020  | Phim hoạt hình xuất sắc nhất                                       | Chris Butler và Arianne Sutner                                                                      | Đoạt giải |
| Giải Hiệp hội Nhà sản xuất phim Hoa Kỳ  | 18 tháng 1, 2020 | Nhà sản xuất phim hoạt hình chiếu rạp nổi bật nhất                 | Arianne Sutner và Travis Knight                                                                     | Đề cử     |
| Giải Hiệp hội phê bình phim San Diego   | 9 tháng 12, 2019 | Phim hoạt hình xuất sắc nhất                                       | Missing Link                                                                                        | Đề cử     |
| Giải HIệp hội Hiệu ứng hình ảnh         | 29 tháng 1, 2020 | Hiệu ứng hình ảnh phim hoạt hình nổi bất nhất                      | Brad Schiff, Travis Knight, Steve Emerson, Benoit Dubuc                                             | Đoạt giải |
| Giải HIệp hội Hiệu ứng hình ảnh         | 29 tháng 1, 2020 | Nhân vật hoạt hình nổi bật nhất                                    | Rachelle Lambden, Brenda Baumgarten, Morgan Hay, Benoit Dubuc (cho nhân vật "Susan")                | Đoạt giải |
| Giải HIệp hội Hiệu ứng hình ảnh         | 29 tháng 1, 2020 | Môi trường được tạo trong phim hoạt hình nổi bật nhất              | Oliver Jones, Phil Brotherton, Nick Mariana, Ralph Procida (cho bối cảnh "Passage to India Jungle") | Đề cử     |
| Giải HIệp hội Hiệu ứng hình ảnh         | 29 tháng 1, 2020 | Mẫu trong dự án ảnh thực hoặc hoạt hình nổi bật nhất               | Todd Alan Harvey, Dan Casey, Katy Hughes (cho bối cảnh "The Manchuria"")                            | Đề cử     |